# Elleanthus cordidactylus
Elleanthus cordidactylus är en orkidéart som beskrevs av James David Ackerman. Elleanthus cordidactylus ingår i släktet Elleanthus och familjen orkidéer. Inga underarter finns listade i Catalogue of Life.